# Кале Јернкрок
Кале Јернкрок (швед. Calle Järnkrok; рођен 25. септембра 1991. у Јевлеу, Шведска) професионални је шведски хокејаш на леду који игра на позицијама централног нападача и десног крила.
Од сезоне 2013/14. наступа за екипу Нешвил Предаторса у Националној хокејашкој лиги (НХЛ). Са екипом Бринеса освојио је титулу националног првака Шведске у сезони 2011/12. 
Са сениорском репрезентацијом Шведске освојио је титулу светског првака на Светском првенству 2013, а такође и бронзану медаљу на СП 2014. године.

## Клупска каријера
Након веома успешне каријере у млађим селекцијама екипе Бринеса са којом је освојио националну титулу у Шведској (у сезони 2008/09), Јернкрок је као професионални хокејаш дебитовао у сезони 2009/10. у дресу исте екипе у СХЛ лиги. По окончању те сезоне током које је на 38 професионалних утакмица постигао 5 голова и 7 асистенција одлази на драфт НХЛ лиге где га је као 51. пика у другој рунди одабрала екипа Ред вингса из Детроита. 
Након драфта враћа се у Шведску где наставља са одличним играма у дресу екипе из Јевлеа, а по окончању сезоне 2010/11. био је међу номинованима за признање за најбољег дебитанта у лиги. На позицијама стандардног члана првог тима Бринеа окончао је и сезону 2011/12. током које је одиграо укупно 66 утакмица (20 голова и 35 асистенција) и освојио титулу првака Шведске.
У мају 2012. на основама одредби са драфта потписује уговор са екипом из Детроита, а сходно одредбама уговора сезону 2012/13. проводи као позајмљени играч у шведском Бринесу. Током те сезоне одиграо је неколико утакмица за Гранд Рапидс у АХЛ лиги, екипу филијалу Ред вингса. Након што је сезону 2013/14. започео у АХЛ-у, у редовима тима из Гранд Рапидса (57 утакмица, 13 голова и 23 асистенције), у марту 2014. трејдован је у екипу Нешвил Предаторса, односно каријеру наставља у њиховој филијали Милвоки Адмиралсима.
Дебитантску утакмицу у НХЛ-у одиграо је 21. марта 2014, а први погодак у лиги постигао је 6 дана касније на утамици против Сејберса. Током дебитантске НХЛ сезоне одиграо је свега 12 утакмица за Предаторсе, уз учинак од 2 гола и 7 асистенција.

## Репрезентативна каријера
За репрезентацију је на великој сцени дебитовао 2009. на светском првенству за играче до 18 година, док је деби наступ у сениорској репрезентацији остварио током 2011. године. 
Први велики наступ остварио је на Светском првенству 2012. када је у дресу сениорске репрезентације одиграо 8 утакмица и постигао једну асистенцију (Шведска је турнир завршила на 6. месту). Највећи успех остварио је на СП 2013. када је са репрезентацијом освојио титулу светског првака, док је годину дана касније на светском првенству у Минску дошао до бронзане медаље. 